# Francisco Domingo Marqués
Francisco Domingo Marqués (Valencia, 12 de marzo de 1842-Madrid, 22 de julio de 1920) fue un pintor ecléctico español.

## Biografía
Nacido el 12 de marzo de 1842, inició su formación artística en la Escuela de Bellas Artes de San Carlos de su Valencia natal, teniendo como maestro a Rafael Montesinos y Ramiro, miniaturista y gran admirador de Ribera cuya pintura copiará con gran intensidad el joven artista. En 1864, se trasladó a Madrid para continuar su formación en la Real Academia de San Fernando, fue Premio de Roma en 1867, galardón que pensionaba al ganador en esta ciudad para la culminación de su formación, viajando así en 1868 a la Ciudad Eterna.

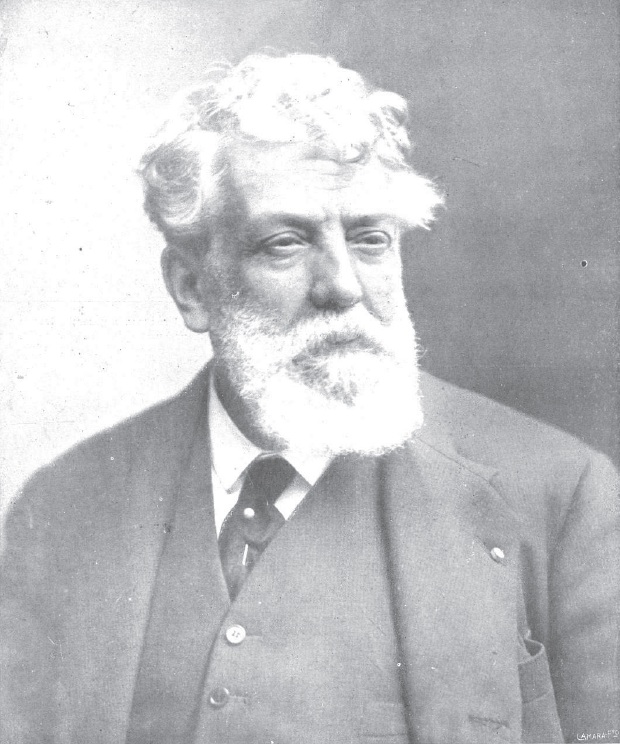
Fotografiado por Kaulak

Su envío de obras a las Exposiciones Nacionales de Bellas Artes le permitirá cosechar diversos éxitos, denotando en sus trabajos herencia de la tradición naturalista del Barroco. Desde Roma envió una Santa Clara que consiguió la primera medalla en la Nacional de 1871. En 1868, con tan solo veintitrés años, fue profesor de la Academia de San Carlos, a pesar de serlo solo durante un año, teniendo por discípulos a los hermanos José y Mariano Benlliure. De regreso a España divide su tiempo entre Madrid y Valencia, trasladándose en estancias pensionadas a París, ciudad a la que volvería después con posterioridad, pero ya como residente, pues allí mantuvo una segunda residencia.
En 1875 en París continuará con el negocio de Fortuny, trabajando en pequeñas obras de estilo minucioso y colorista, sintiendo cierta influencia del impresionismo francés. En su etapa madura llegará a deshacer la materia pictórica para interesarse especialmente por el color. 
En 1914, al comienzo de la Primera Guerra Mundial, regresó a Madrid, instalándose con su hijo Roberto (1883-1956), también artista; ampliamente conocido por sus pinturas de corridas de toros. Tres años después, ingresa en la Real Academia de San Fernando. En 1918, su obra fue objeto de una retrospectiva y homenaje en su Valencia natal. También recibió la "Gran Cruz de Alfonso XII" (ahora conocida como la "Orden Civil de Alfonso X el Sabio"). Murió en Madrid, a los setenta y ocho años de edad.
Sus primeras obras, no en vano, se vieron influidas por la paleta sobria y restringida de Eduardo Rosales (lo que es, en parte, de Velázquez y Goya).

## Premios
En las Exposiciones Nacionales de Bellas Artes de España:
- Mención honorífica en 1864 por el cuadro Los moriscos valencianos pidiendo protección al beato Juan de Ribera.
- Tercera medalla en 1866 por el cuadro Un lance en el siglo XVII, que ganó a su vez medalla de oro en 1867 en la Regional valenciana, lo que le proporcionó la pensión a Roma en 1868.
- Primera medalla en 1871 por el cuadro Santa Clara.

## Galería

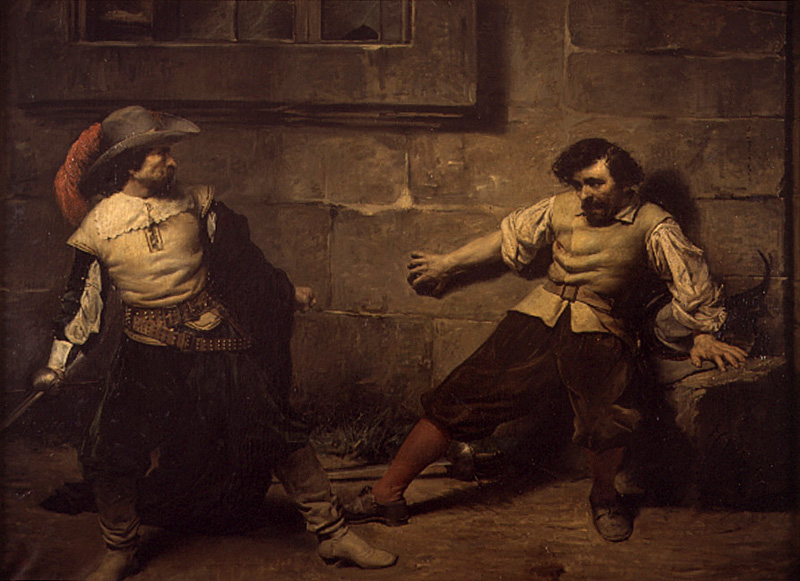
Un lance en el siglo XVII (1866)
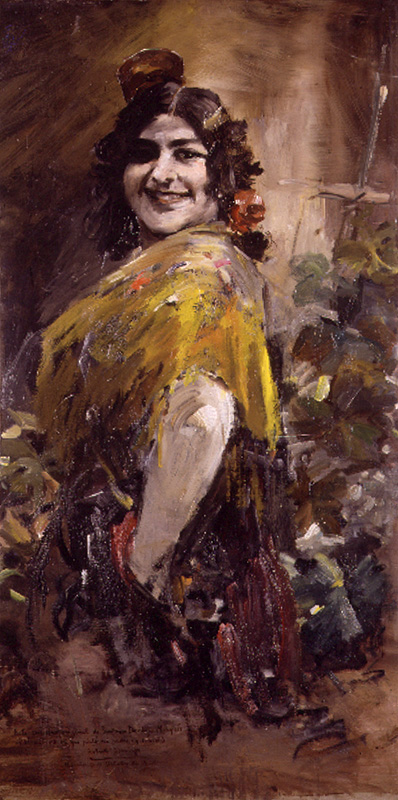
Andaluza (1920). Museo de Bellas Artes de Valencia
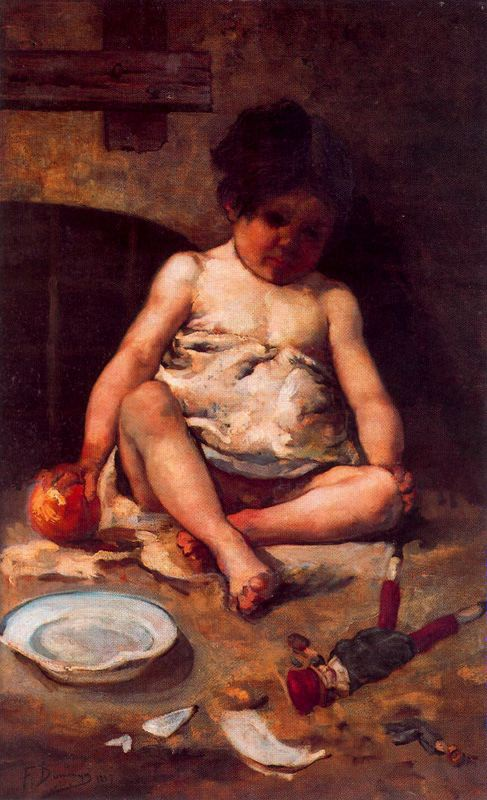
Figura de un niño (1887)
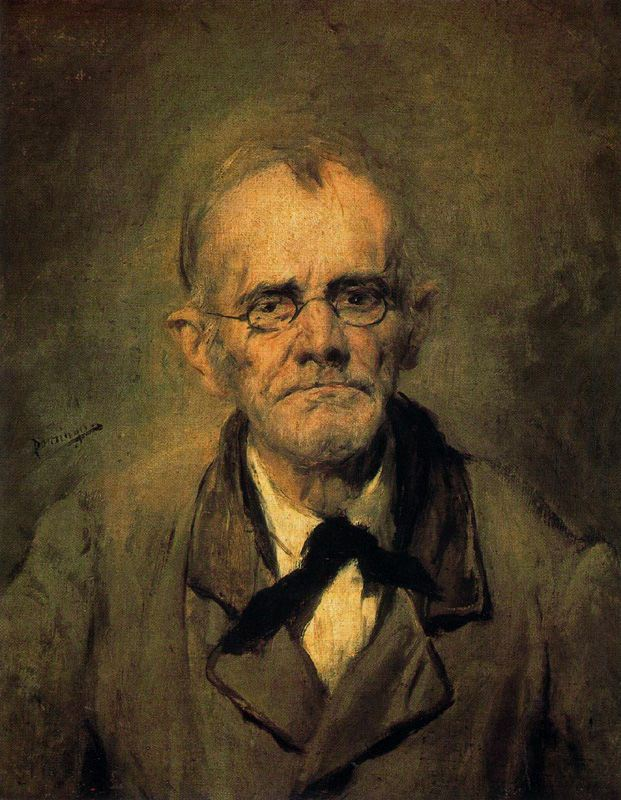
Zapatero de viejo (1870/75)
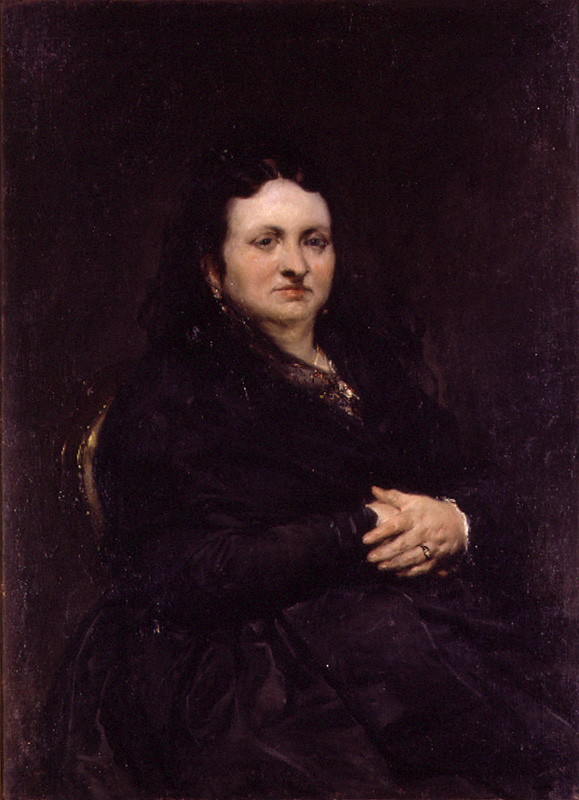
Retrato de Doña Carmen Cervera (1870)
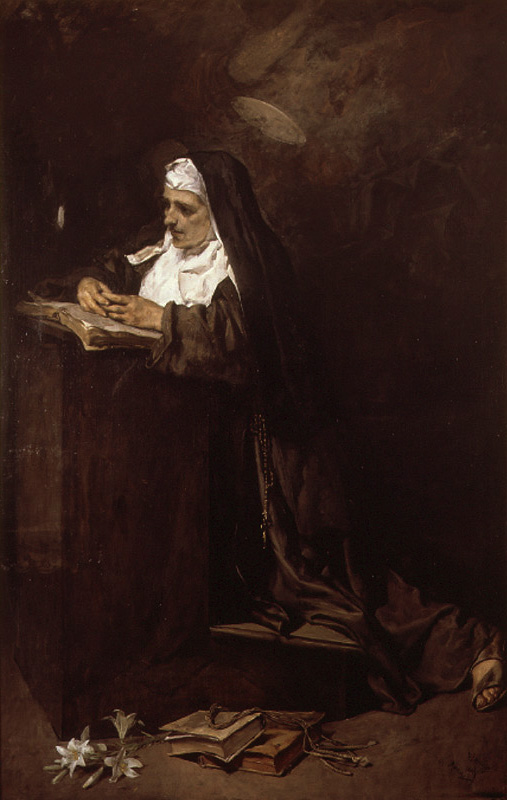
Santa Clara (1869)
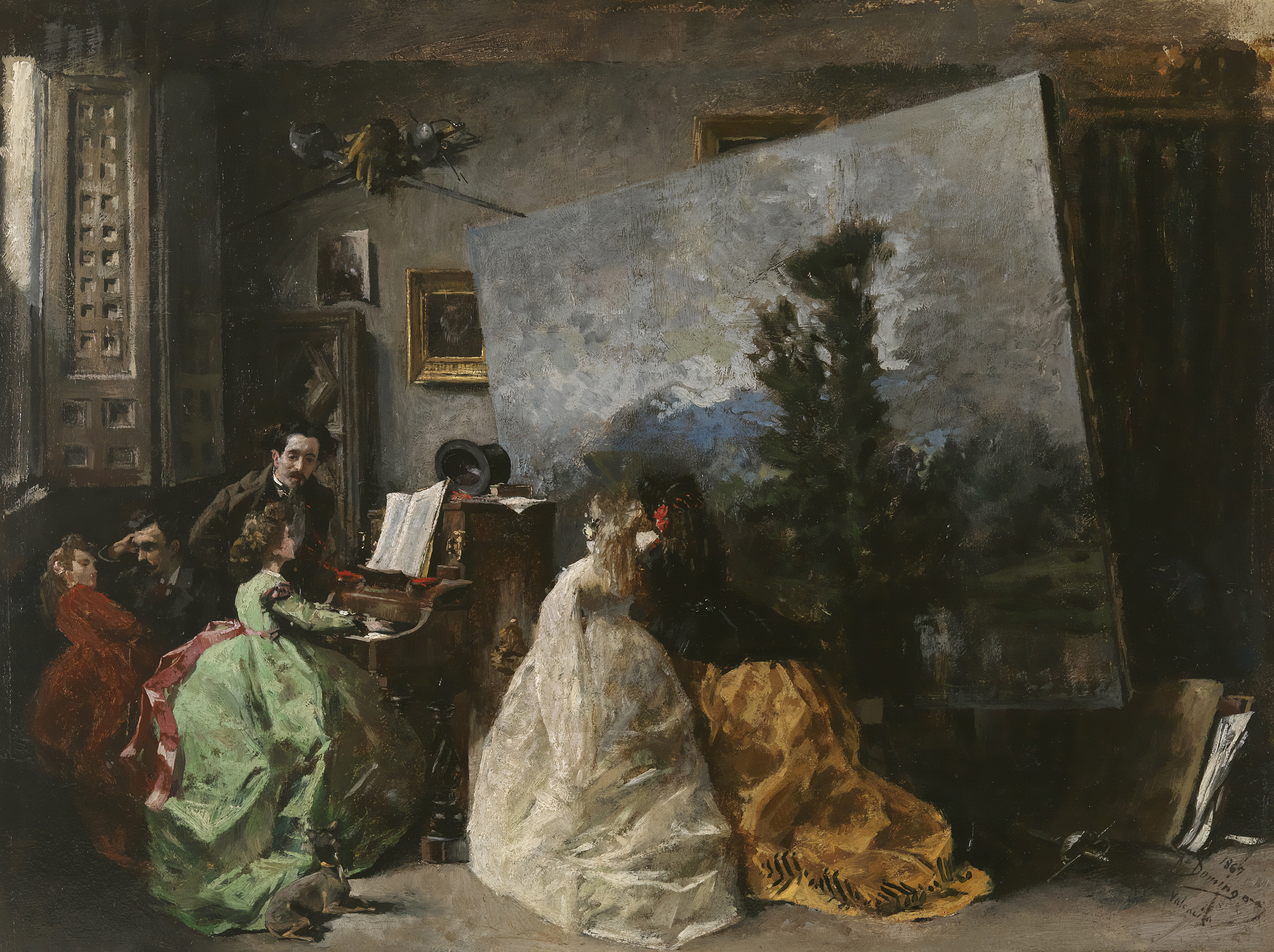
El estudio de Muñoz Degrain (1867)
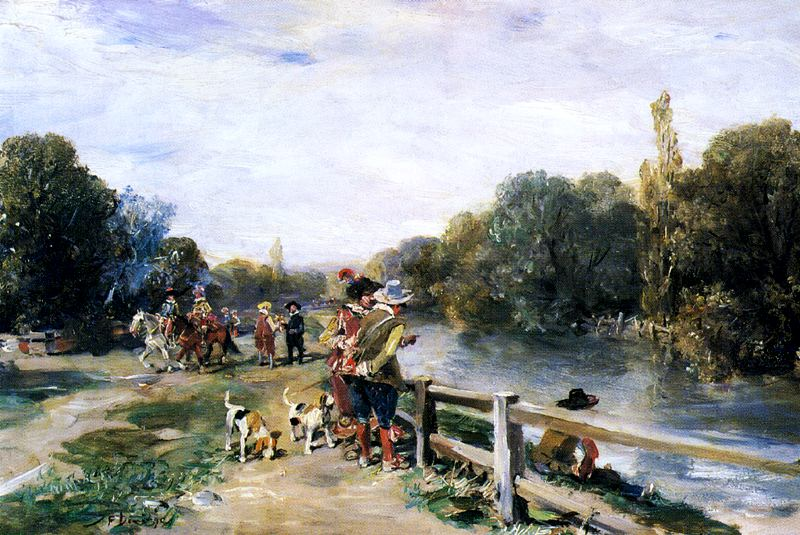
Un alto en la montería